# Erigenia bulbosa
Erigenia bulbosa (trong tiếng Anh thường gọi là "harbinger of spring", cây báo xuân) là một loài thực vật thuộc họ Hoa tán (Apiaceae). E. bulbosa là loài duy nhất trong chi Erigenia và tông Erigenieae. Đây là một trong những loài cây dại bản xứ trổ bông sớm nhất trong những cánh rừng đông Hoa Kỳ. E. bulbosa nở hoa trong thời gian từ cuối tháng 2 đến đầu tháng 4 trên khắp vùng phân bố.

## Mô tả
Đây là một loài cây chóng tàn, có độ cao chỉ 5–15 cm lúc trổ bông, lớn lên đôi chút về sau. Thân cây màu tím, mọc ra từ thân hành, với ngọn là một tán hoa. Hoa có cánh trắng, bao phấn lớn màu đỏ tím-đỏ sậm. Cánh hoa hình giọt nước, dài 3–4 mm, xoè rộng; cánh trên cùng hoa không chạm nhau. Lá cây mọc gần gốc.

## Phân bố-môi trường sống
E. bulbosa sống trong rừng cây gỗ cứng miền đông Bắc Mỹ. Về phân bố, nó có mặt trên một vùng trải từ trung bộ New York-nam Wisconsin ở phía bắc đến trung Alabama ở phía nam. Dãy núi Ozark là rìa tây của phạm vi phân bố. Ở Canada, loài này sống ở cực nam Ontario.

## Với con người
Thân hành (sống lẫn chín) của loài này ăn được. Người Cherokee thời xưa nhai E. bulbosa' để chữa đau răng; không rõ họ nhai phần nào trên cây.

## Hình ảnh

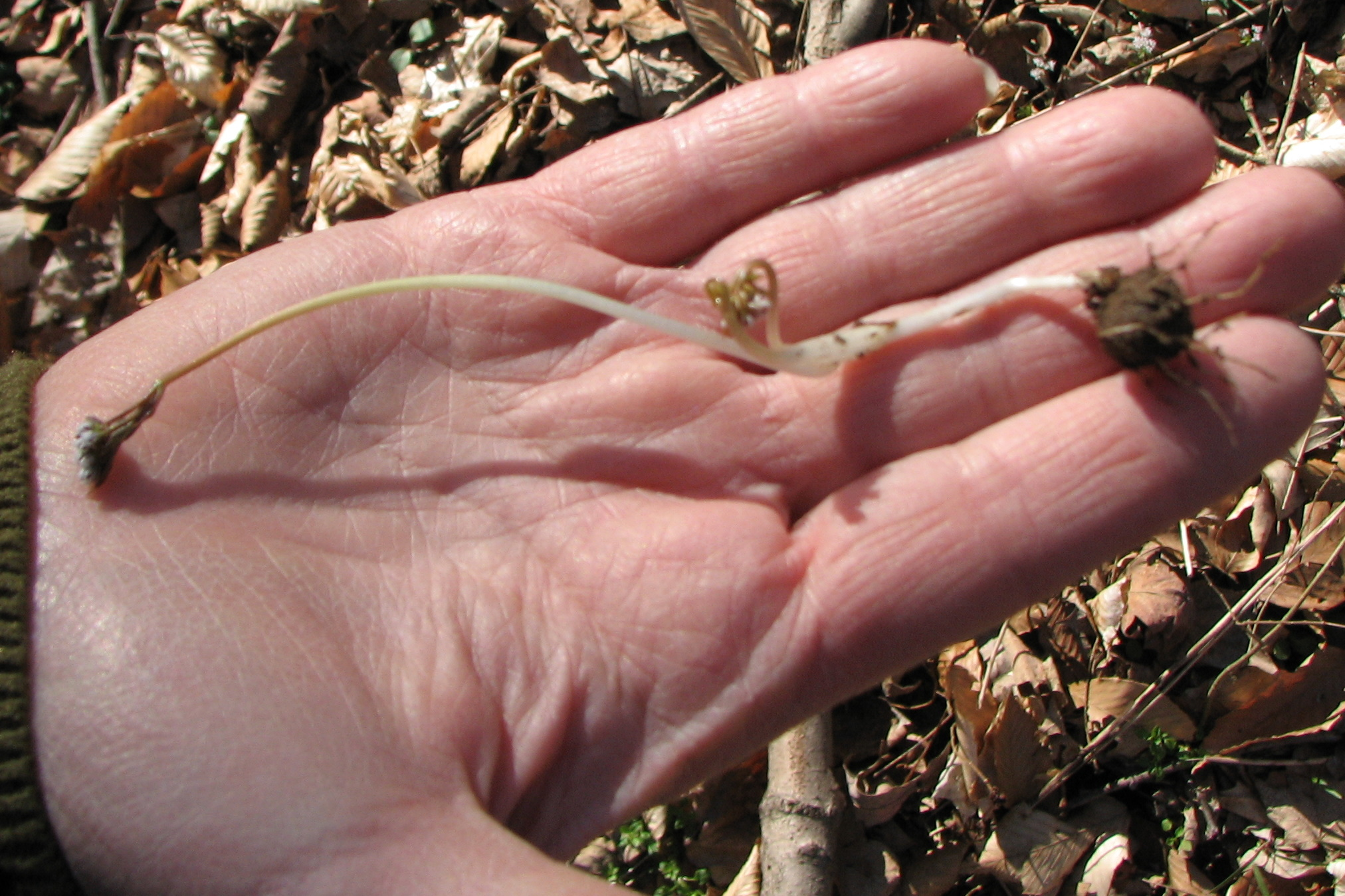
Cả cây E. bulbosa
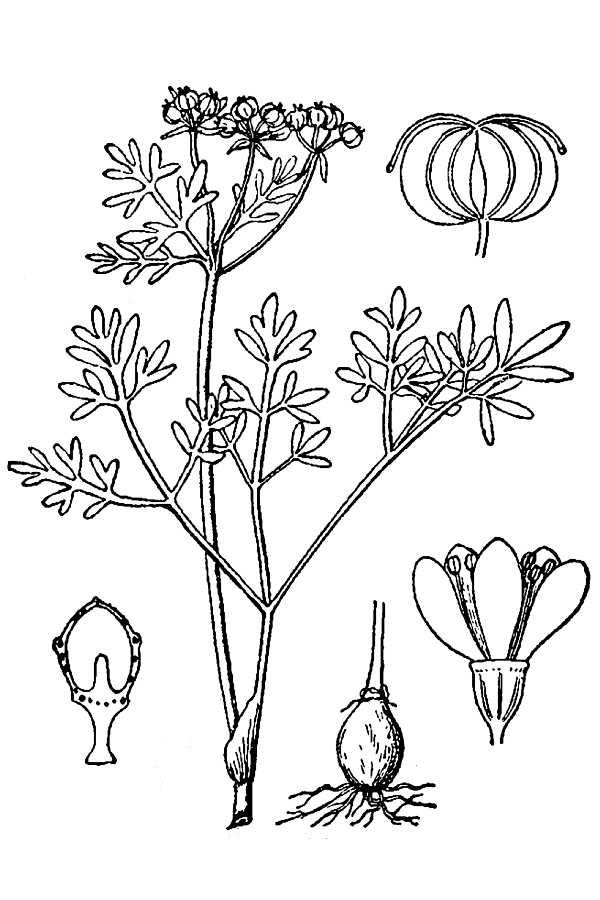
Tranh vẽ E. bulbosa của Britton & Brown 1913